# Gewane (woreda)
Pour la ville, voir Gewane.
Gewane est un des 29 woredas de la région Afar, en Éthiopie.
Il partage son nom avec sa principale ville et centre administratif Gewane.
Le woreda compte 31 318 habitants en 2007.

## Situation

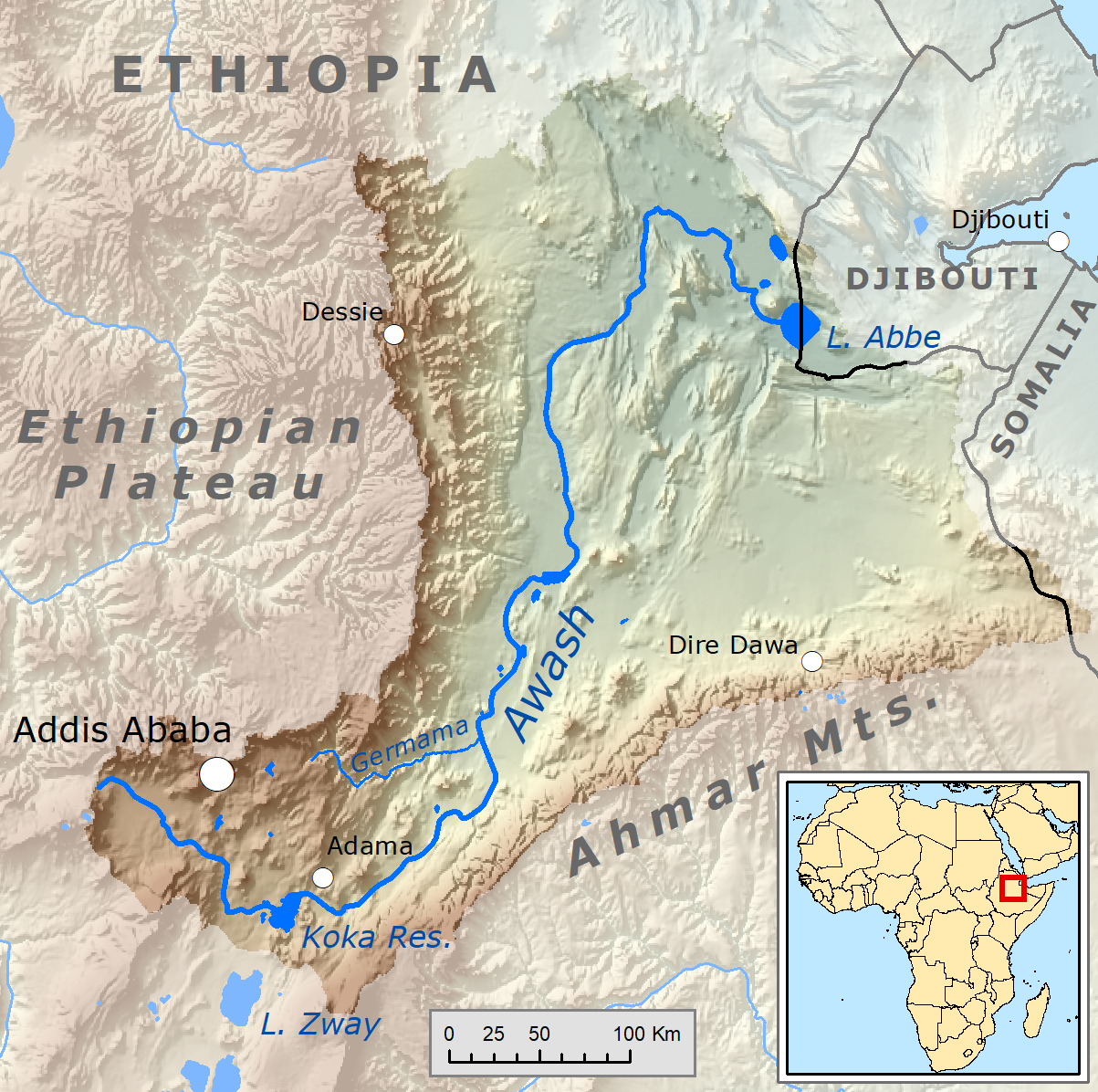
Relief de la vallée de l'Awash.

Situé dans la zone 3 de la région Afar, le woreda est bordé au sud par Amibara, à l'ouest par Bure Mudaytu et la zone 5, au nord par la zone 1 et à l'est par la région Somali.
Le woreda culmine à 2 145 m d'altitude à l'Ayelu, un ancien volcan sur la rive orientale de l'Awash, dans la vallée du Grand Rift.
Le coin nord-est du woreda fait partie du parc national de Yangudi Rassa.

## Histoire
Le site archéologique d'Aramis a livré des restes d'Australopithèques[réf. souhaitée].

## Démographie
D'après le recensement national de 2007 réalisé par l'Agence centrale de statistique d'Éthiopie, le woreda compte 31 318 habitants et 19.1% de la population est urbaine.
La population urbaine (5 986 personnes) habite la ville de Gewane.
La plupart des habitants (92,9%) sont musulmans tandis que 6,4% sont orthodoxes.
En 2020, la population est estimée (par projection des taux de 2007) à 32 013 personnes.